# Kościół Matki Boskiej Anielskiej w Wyszogrodzie

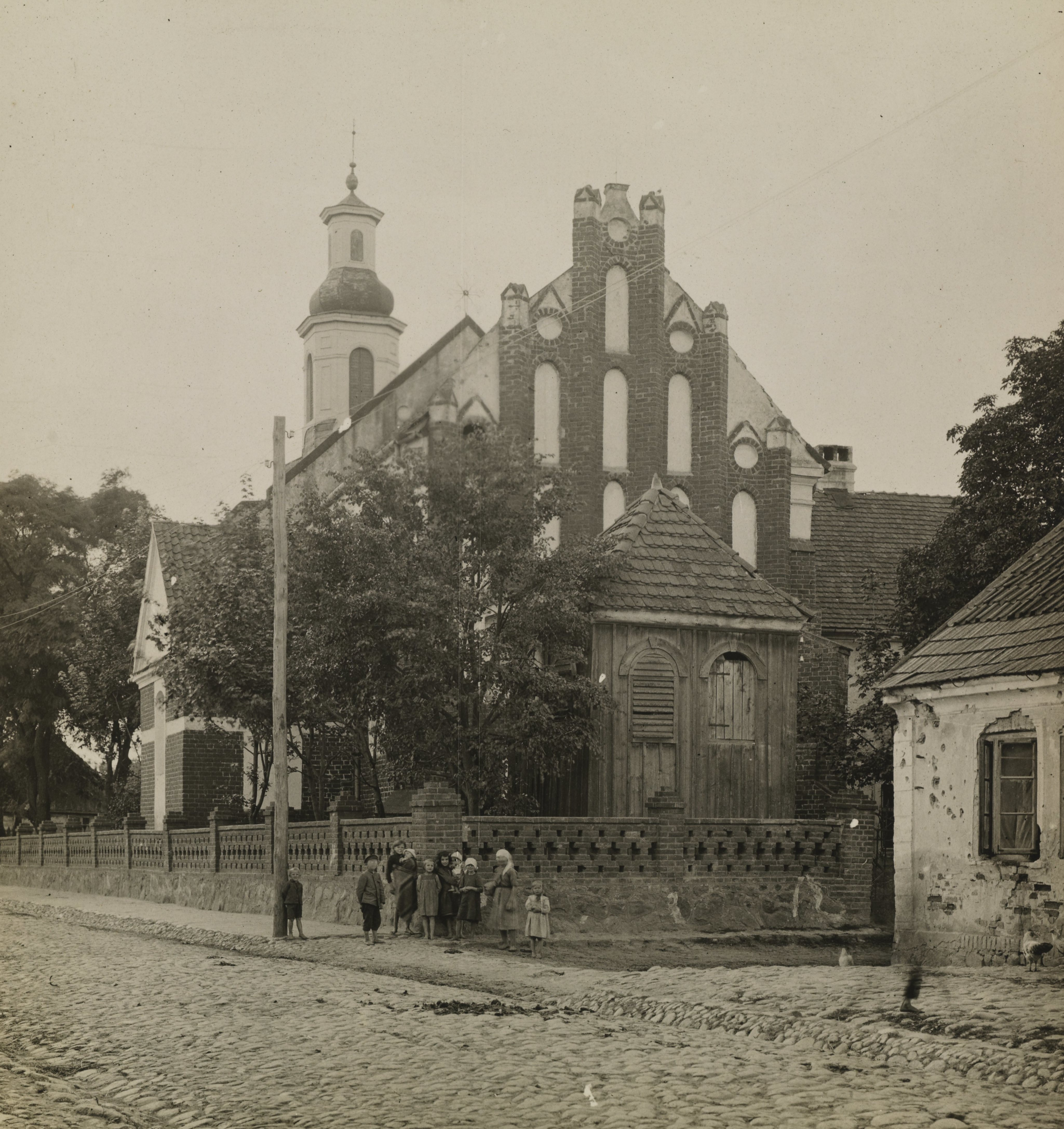
Widok kościoła przed 1931

Kościół Matki Boskiej Anielskiej – kościół należący do Zakonu Braci Mniejszych Konwentualnych. Znajduje się w mieście Wyszogród, w województwie mazowieckim.
Budowla składa się z gotyckiego prezbiterium z 1408 roku oraz nawy głównej barokowej z lat 1661-1675 (wybudowano ją na miejscu spalonej drewnianej). Późnogotycka kaplica św. Anny pochodzi z 1510 roku, od strony zachodniej mieści się fasada z portalem, obramowana parami pilastrów w stylu toskańskim. Ołtarz główny w stylu barokowym pochodzi z 1670 roku.
Obok kościoła mieści się wschodnie skrzydło klasztoru, wybudowane w 1684 roku w stylu barokowym. Pozostałe skrzydła zostały rozebrane w XIX wieku.
W latach 1804–1945 kościół należał do protestantów wyznania augsburskiego. Powodem było przeniesienie zakonników przez rząd pruski do Dobrzynia nad Wisłą. Po 1945 roku klasztor ponownie w posiadanie objęli franciszkanie konwentualni. Do jego odzyskania przyczynił się w dużej mierze o. Aleksander Żuchowski, który starał się o to w płockiej kurii diecezjalnej. W dniu 2 kwietnia 1945 roku otrzymał nominację na przełożonego wyszogrodzkiego klasztoru. Świątynia franciszkańska została poświęcona wcześniej przez księdza Krawczyńskiego, ówczesnego proboszcza parafii św. Trójcy w Wyszogrodzie. Formalnie franciszkanie konwentualni objęli w posiadanie swoją dawną placówkę 26 listopada 1945 roku. W imieniu prowincjała uroczystości przewodniczyli: o. Aleksander Żuchowski i o. Witalis Jaśkiewicz, gwardian z Niepokalanowa. Obecnie funkcję gwardiana klasztoru pełni o. Marek Iwański.